# Рожко, Нина Фёдоровна
Нина Фёдоровна Рожко (1933—2015) — советский, российский педагог. Народный учитель СССР (1982). 

## Биография
Нина Рожко родилась 5 февраля 1933 года в селе Балман (ныне в Куйбышевском районе Новосибирской области).
В 1941 году её семья переехала в Комсомольск-на-Амуре.
В 1951 году поступила в Свердловский государственный педагогический институт по специальности «Филология» с квалификацией «Учитель иностранного языка». 
После окончания учебного заведения была направлена на работу в Комсомольск-на-Амуре, где работала учителем иностранного языка в школах №14, 15, 24, 29, 51.
В 1962 году была назначена заместителем директора по учебно-воспитательной работе средней школы №51. С 1968 по 2001 года была директором этой школы.
За годы её работы на директорском посту возглавляемая ей школа стала одной из лучших в Комсомольске-на-Амуре. В образовательном учреждении был сформирован творческий, инициативный коллектив, который постоянно стремился к обновлению содержания образования, внедрению инновационных педагогических технологий. Именно 51 школа первой в городе начала работать в режиме самостоятельного бухгалтерского учёта, первой организовала Попечительский совет.
Свыше 50 % учеников обучались на «пятёрки» и «четвёрки». Ежегодно они принимали участие в работе краевой физико-математической школы, являлись победителями и призёрами краевых, республиканских олимпиад.
Нина Фёдоровна, имея богатый управленческий опыт, постоянно оказывала методическую помощь директорам других школ, проводила семинары городского и краевого уровня.
Работу в школе совмещала с общественной деятельностью. Работала в депутатских комиссиях городского совета народных депутатов, являлась членом горкома КПСС, была делегатом Всесоюзного съезда общества «Знание».
Умерла в феврале 2015 года.

## Награды и звания
- Народный учитель СССР (1982)
- Орден «Знак Почёта»
- Значок «Отличник народного просвещения РСФСР»
- Почётный гражданин города Комсомольска-на-Амуре